# Elizabeth Fennema
Elizabeth Fennema   (Winfield, 8 d'abril de 1928 - Madison, 20 de desembre de 2021) va ser una pedagoga estatunidenca especialitzada en l'ensenyament de les matemàtiques.

## Vida i Obra
Durant els estudis secundaris a Kansas va mostrar una gran habilitat per la música i, en acabar-los i tot i que tenia la possibilitat d'anar a la prestigiosa Escola de Música Eastman de Rochester (Nova York), va preferir quedar-se a Kansas per estar amb el promès i futur marit, Owen Fennema, i perquè no veia clar els seu futur com a música professional. Va estudiar psicologia a la universitat Estatal de Kansas i el 1950 es va traslladar amb el seu marit a la universitat de Wisconsin a Madison on va continuar estudis de pedagogia, mentre el seu marit estudiava enginyeria alimentària. Després de graduar-se els dos, es van traslladar a Minneapolis on el seu marit va estar treballant per Pillsbury Co. (una important empresa agroalimentària) durant uns anys.
El 1962 el seu marit va ser nomenat professor de la universitat de Wisconsin i ella va començar a col·laborar amb la universitat en temes d'ensenyament i, més concretament, en ensenyament de les matemàtiques. El 1996 es va retirar i va ser nomenada professora emèrita de la universitat.
Fennema va ser una incansable investigadora en els mètodes d'ensenyament de les matemàtiques. Amb els seus col·legues de la universitat van desenvolupar el mètode d'instrucció guiada cognitivament (CGI per les seves sigles en anglès) que va ser molt innovador. També va fer notables estudis relacionant l'habilitat espacial amb l'aprenentatge de les matemàtiques i va ser pionera en l'estudi i l'anorreament de les diferències de gènere en l'ensenyament d'aquesta disciplina, tot i que el 1994, reconeixia amargament, que encara quedava molt camí per recórrer.